# Cerdà
|  | Per a altres significats, vegeu «Cerdà (desambiguació)». |

Cerdà és un municipi del País Valencià situat a la comarca de la Costera. El municipi forma una conurbació amb les veïnes poblacions de Torrella i Llanera de Ranes.

## Geografia
Està situat en l'Horta de Xàtiva, al marge esquerre del riu Cànyoles. El terme és completament pla i està travessat pel riu dels Sants.
Limita amb Canals, la Granja de la Costera, Xàtiva, Llanera de Ranes, Torrella i Vallés.

## Història
Les dades existents sobre la història antiga de Cerdà són escasses i es reduïxen a una possible necròpolis romana les restes de la qual van ser trobades al Torrent de Fenollet.
Cerdà, com altres localitats de la mateixa comarca, va prendre part en la Revolta de les Germanies. Fou lloc de moriscos i va sofrir, per això, les conseqüències de l'expulsió, l'any 1609.
Va pertànyer a la família Cerdà, de la qual pren el nom. La població es duplicà en la primera meitat del segle xix però a partir de llavors ha tendit sempre a la baixa.

## Demografia
| 1990 | 1992 | 1994 | 1996 | 1998 | 2000 | 2002 | 2004 | 2005 | 2007 | 2017 | 2021 |
| ---- | ---- | ---- | ---- | ---- | ---- | ---- | ---- | ---- | ---- | ---- | ---- |
| 273  | 256  | 272  | 282  | 293  | 287  | 286  | 291  | 304  | 348  | 341  | 345  |

## Alcaldia
Des de 2015 l'alcalde de Cerdà és José Luis Gijón Segrelles, primerament per Acción Cerdaní Democrática (ACCEDE) i, des de 2019, pel Partit Socialista del País Valencià (PSPV).
| Període                       | Alcalde o alcaldessa      | Partit polític | Data de possessió | Observacions |
| ----------------------------- | ------------------------- | -------------- | ----------------- | ------------ |
| 1979–1983                     | José Segrelles Llácer     | CIC            | 19/04/1979        | --           |
| 1983–1987                     | José Albertos Valles      | PSPV-PSOE      | 28/05/1983        | --           |
| 1987–1991                     | José Albertos Valles      | PSPV-PSOE      | 30/06/1987        | --           |
| 1991–1995                     | José Albertos Valles      | PSPV-PSOE      | 15/06/1991        | --           |
| 1995–1999                     | José Rafael Serra Revert  | PP             | 17/06/1995        | --           |
| 1999–2003                     | José Rafael Serra Revert  | PP             | 03/07/1999        | --           |
| 2003–2007                     | José Rafael Serra Revert  | PP             | 14/06/2003        | --           |
| 2007–2011                     | José Rafael Serra Revert  | PP             | 16/06/2007        | --           |
| 2011–2015                     | José Rafael Serra Revert  | PP             | 11/06/2011        | --           |
| 2015–2019                     | José Luís Gijón Segrelles | ACCEDE         | 13/06/2015        | --           |
| 2019-2023                     | José Luís Gijón Segrelles | PSPV-PSOE      | 15/06/2019        | --           |
| Des de 2023                   | n/d                       | n/d            | 17/06/2023        | --           |
| Fonts: Generalitat Valenciana |                           |                |                   |              |

## Economia
En les zones de regadiu es cullen taronges, llimones, pomes, cereals i fruites viàries. En el secà es conreen oliveres, garroferes i vinya.
La terra sense conrear es dedica a pastures. Hi ha bestiar llanar.

## Monuments i festes
L'únic edifici destacable és l'església de Sant Antoni Abat, patró del poble al qual es dediquen les Festes Patronals el 17 de gener.